# Tácata (paroisse civile)
Pour les articles homonymes, voir Tacata.
Tácata est l'une des sept paroisses civiles de la municipalité de Guaicaipuro dans l'État de Miranda au Venezuela. Sa capitale est Tácata. En 2011, sa population s'élève à 4 513 habitants. 

## Géographie

### Démographie
Hormis sa capitale Tácata, la paroisse civile possède plusieurs localités :
- Cagua de Las Mercedes
- Capayita
- Piedras Azules
- Sabaneta
- Tácata
- Tácata Arriba